# Dendrobium giriwoense
Dendrobium giriwoense är en orkidéart som beskrevs av Johannes Jacobus Smith. Dendrobium giriwoense ingår i släktet Dendrobium, och familjen orkidéer. Inga underarter finns listade i Catalogue of Life.